# Alfonso López Michelsen

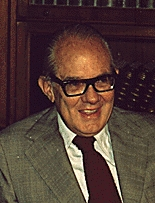
Alfonso López Michelsen, 1977

Alfonso López Michelsen, född 30 juni 1913 i Bogotá, död 11 juli 2007 i Bogotá, var en colombiansk politiker.

## Biografi
López Michelsen fick sin utbildning i Europa med studier i Paris, Bryssel och London. Han avslutade utbildningen i Santiago de Chile och tog en juristexamen vid Universidad del Rosario.
Under sina tidigare år höll en låg profil i politiken och koncentrerade sig istället på att bli universitetsprofessor vid Universidad del Rosario. 
Då en grupp av hans tidigare elever 1959 grundade liberala revolutionära rörelsen (MRL) som en reaktion på pakten mellan hans parti, det liberala partiet och det konservativa partiet för att skapa National Front, erbjöds Lopez Michelsen ledningen för den nyskapade organisationen och han accepterade att bli presidentkandidat för denna 1962 presidentvalet. López förlorade dock valet med stor marginal till konservativa kandidaten Guillermo León Valencia.
År 1966 blev López valdes till senator och förhandlade fram en återförening av MRL med liberalerna 1967. Han tjänstgjorde sedan som guvernör i provinsen Cesar från december  1967 till augusti 1968. Ett år senare utnämndes han till utrikesminister och stannade på denna post tills president Carlos Lleras Restrepo avgick 1970.
År 1974 valdes López till liberalernas kandidat till president efter att ha besegrat tidigare president Carlos Lleras Restrepo i partiets primärval med stöd av tidigare kandidat Julio César Turbay. Han vann valet med stor marginal. Han var sedan Colombias president 7 augusti 1974 - 7 augusti 1978. Under sin tid som president försökte han genomföra en progressiv socialpolitik samt jordbruksreformer.